# ژدوویتسه (استان اوپوله)
ژدوویتسه (به لهستانی: Rzędowice) یک منطقهٔ مسکونی در لهستان است که در گمینا دوبروجنگ واقع شده‌است.